# Santa Cristina de Vea
Vea (llamada oficialmente Santa Cristina de Vea) es una parroquia del municipio de La Estrada, en la provincia de Pontevedra, Galicia, España.

## Límites
Limita con las Parroquias de Cora, Santeles, Baloira, San Julián de Vea y San Jorge de Vea.

## Población
En 1842 tenía una población de hecho de 393 personas. En los veinte años que van de 1986 a 2006 la población pasó de 382 a 385 personas, lo cual significó un crecimiento de un 0,79%.